# Alfred Brehm

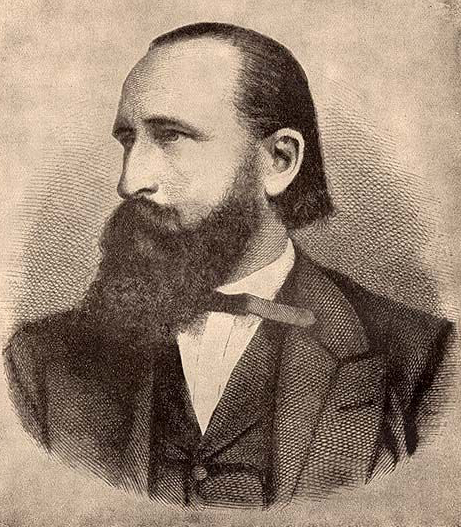
Alfred Edmund Brehm

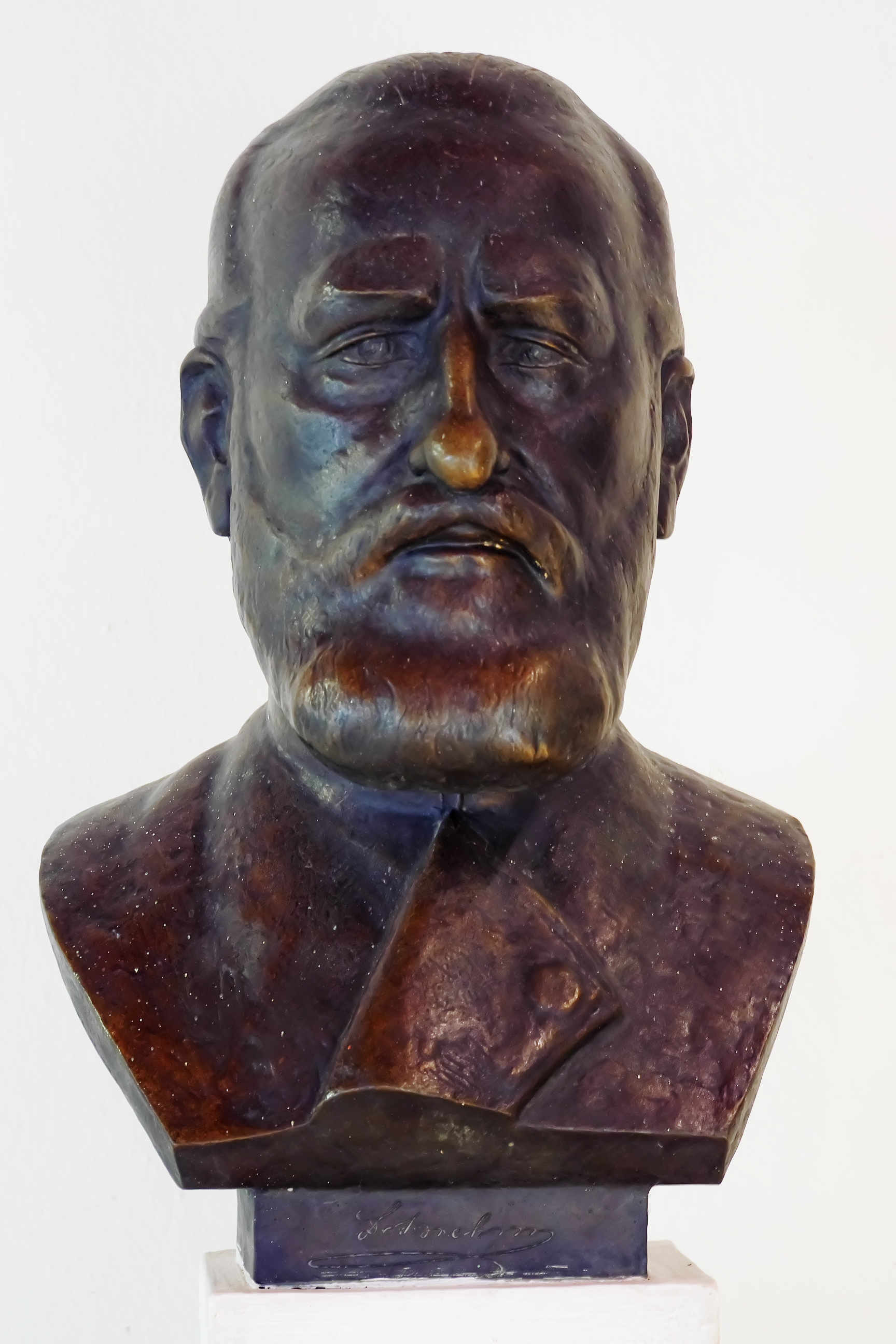
Alfred-Brehm-Büste im Raubtierhaus im Tierpark Friedrichsfelde mit Signatur im Sockel

Alfred Edmund Brehm (* 2. Februar 1829 in Unterrenthendorf, heute Renthendorf; † 11. November 1884 ebenda) war ein deutscher Zoologe und Schriftsteller. Sein Name wurde durch den Buchtitel Brehms Tierleben zu einem Synonym für populärwissenschaftliche zoologische Literatur. Auch durch Vorträge und durch seine Tätigkeit als Zoodirektor und -gestalter versuchte er die breite Bevölkerung naturkundlich zu bilden und zur Naturliebe zu erziehen. Alfred Edmund Brehm war Sohn des Pfarrers und Ornithologen Christian Ludwig Brehm. An seinem Geburtsort, dem Pfarrhaus in Renthendorf, existiert heute ein Museum, das sich dem Leben und Werk beider Naturforscher widmet, die Brehm-Gedenkstätte. Der Arzt und spätere Wegbereiter der spanischen Ornithologie Reinhold Brehm war sein jüngerer Bruder.

## Leben

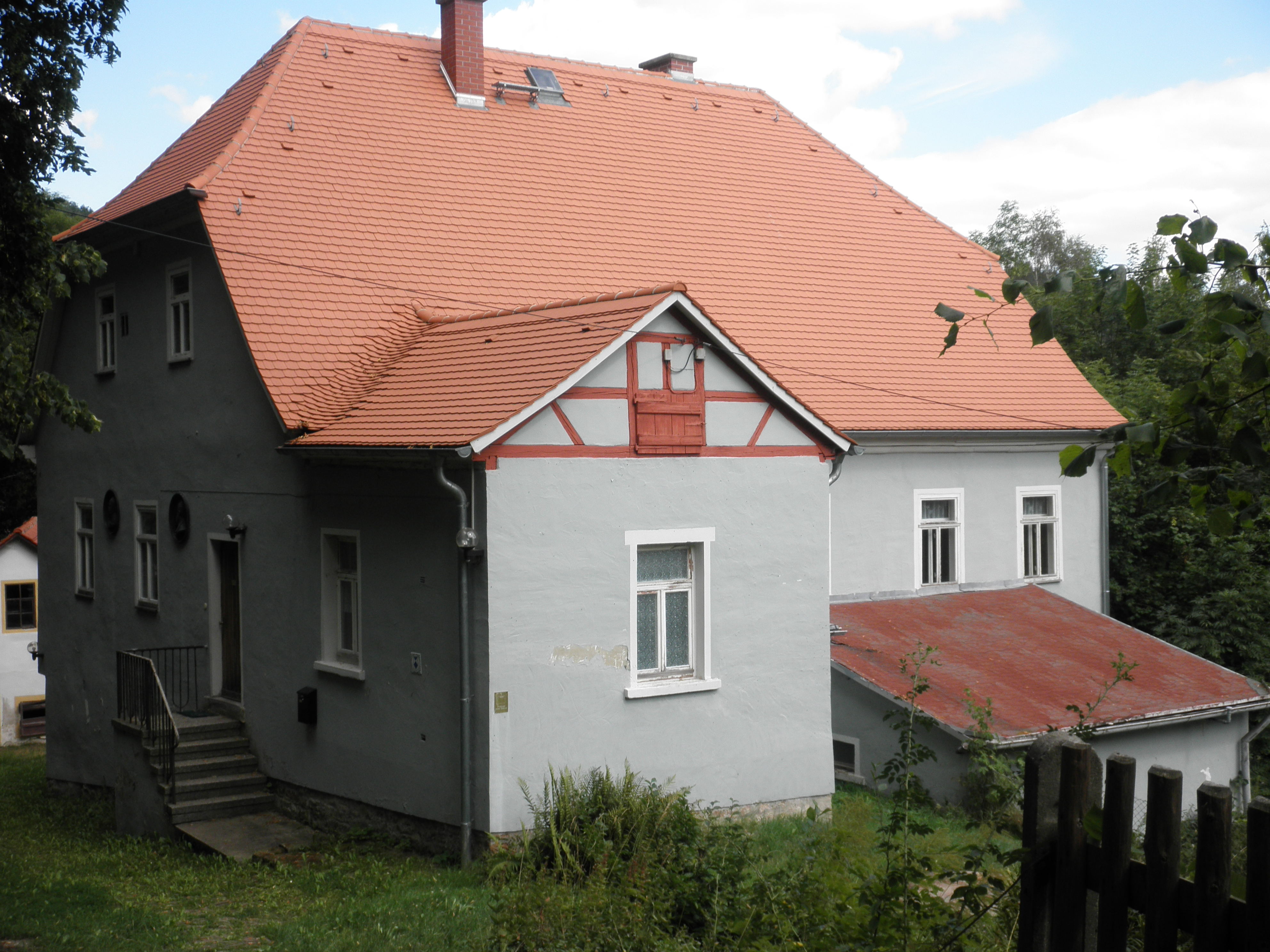
Brehms Geburtsort, das Pfarrhaus in Renthendorf

Alfred Brehm (Spitzname: Chalihl Effendi) wurde am 2. Februar 1829 in dem thüringischen Dörfchen Unterrenthendorf als Sohn des Pfarrers Christian Ludwig Brehm und dessen zweiter Ehefrau Bertha (geb. Reiz) geboren. Sein Vater war als Ornithologe in der Fachwelt bekannt, insbesondere durch seine umfangreiche Sammlung präparierter Vögel (> 9000 Stck.) und durch Veröffentlichungen, die unter anderem auf Studien an diesem Material beruhten. Die Forschungen des Vaters weckten schon früh das Interesse Alfreds für die Zoologie. Dennoch beabsichtigte Brehm zunächst Architekt zu werden. Nachdem er die Schule in Renthendorf abgeschlossen hatte (als sehr guter Schüler wurde er mit einer 1 entlassen), begann er im Frühjahr 1844 eine Maurerlehre bei einem Baumeister in Altenburg, wo er bis September 1846 das Handwerk erlernte und die Altenburger Kunst- und Handwerksschule absolvierte. Am Ende des Jahres 1846 ging er nach Dresden, um dort Architektur zu studieren. Nach zwei Semestern brach er das Studium ab, weil der zu seiner Zeit bekannte Vogelkundler Johann Wilhelm von Müller einen Begleiter für eine Afrika-Expedition suchte.

### Expedition nach Afrika (1847–1852)
Dieser Lebensabschnitt Brehms wird häufig als der für sein weiteres Leben prägendste beschrieben: Als Sekretär und Gehilfe des Barons von Müller brach Brehm am 31. Mai 1847 zu einer fünfjährigen Expedition nach Afrika auf, die ihn nach Ägypten, in den Sudan und auf die Sinai-Halbinsel führte. Trotz zwischenzeitlicher Abreise des Barons verblieb Brehm, mit der Vorbereitung einer zweiten Forschungsreise beauftragt, in Ägypten. Der Baron kam allerdings nicht wieder nach Afrika zurück und schickte nur einen geringen Teil des versprochenen Geldes, das durch Brehms Stiefbruder Oskar überbracht wurde.
Zusammen mit ihm und dem Arzt Richard Vierthaler (1820–1852) aus Köthen trat Alfred Brehm trotz finanzieller Schwierigkeiten die geplante Expedition im März 1850 an. Am 8. Mai ertrank Oskar Brehm beim Baden im Nil. Alfred Brehm führte die Expedition fort und traf im Februar 1851 wieder in Chartum ein. Dort musste er feststellen, dass Baron Müller kein weiteres Geld geschickt hatte. Mittellos saß Brehm so 6 Monate in Chartum fest. Nur durch die Unterstützung von Freunden konnte er nach Kairo zurückkehren und im letzten Jahr seines Afrikaaufenthaltes weitere Sammelunternehmen in Ägypten und auf der Halbinsel Sinai durchführen.
Brehm führte dort trotz finanzieller Not und der widrigen Bedingungen umfangreiche Tierstudien durch, jagte Tiere und brachte sie – sowohl lebend als auch präpariert – mit nach Europa. Die wissenschaftliche Ausbeute war so bedeutsam, dass er im Alter von 20 Jahren mit der Mitgliedschaft der Akademie der Naturforscher (Leopoldina) ausgezeichnet wurde. Für seine Reiseskizzen aus Nordost-Afrika erhielt er auch den Doktorgrad.

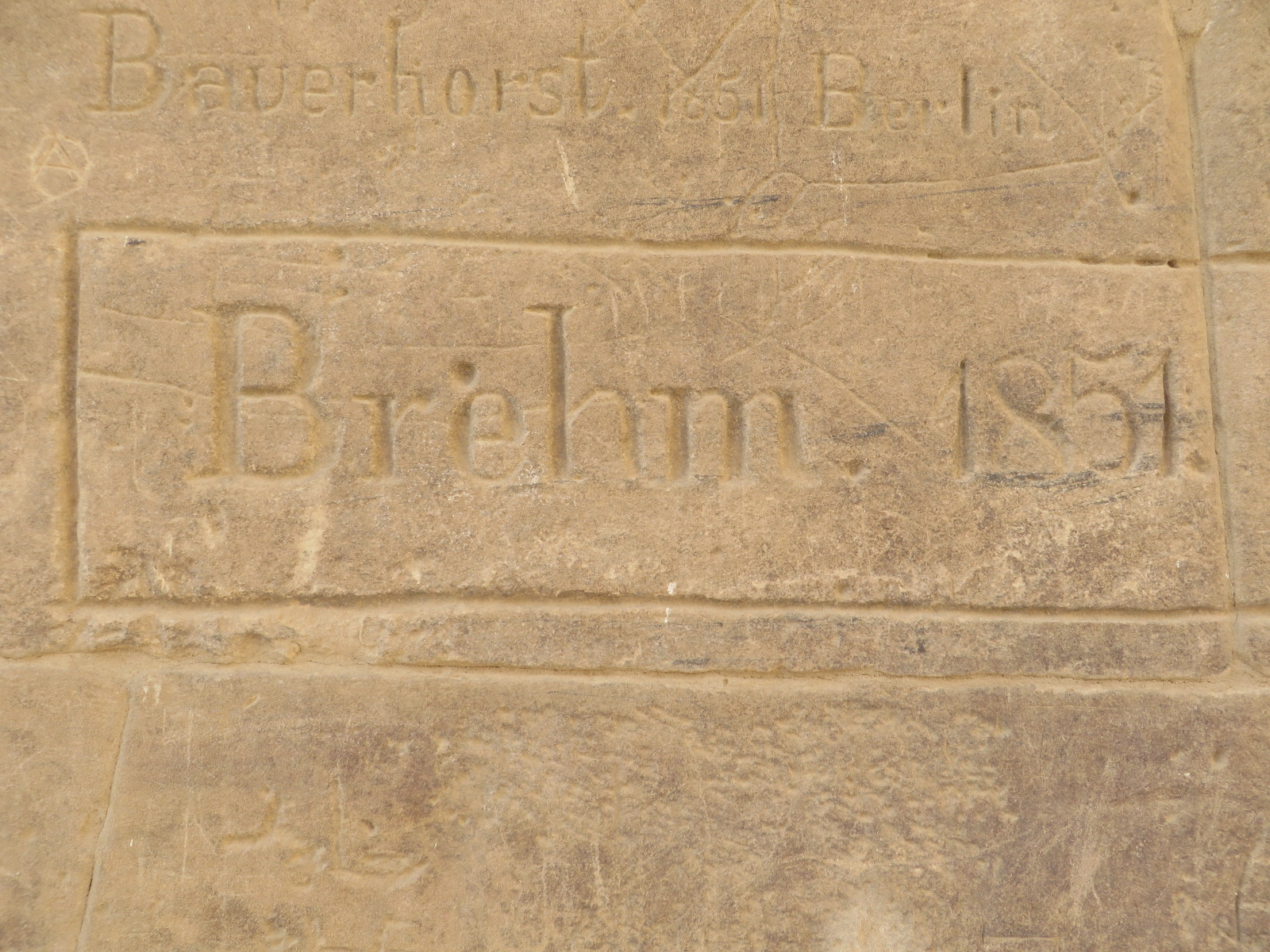
Inschrift von Alfred Brehm im Kiosk des Trajan auf Philae
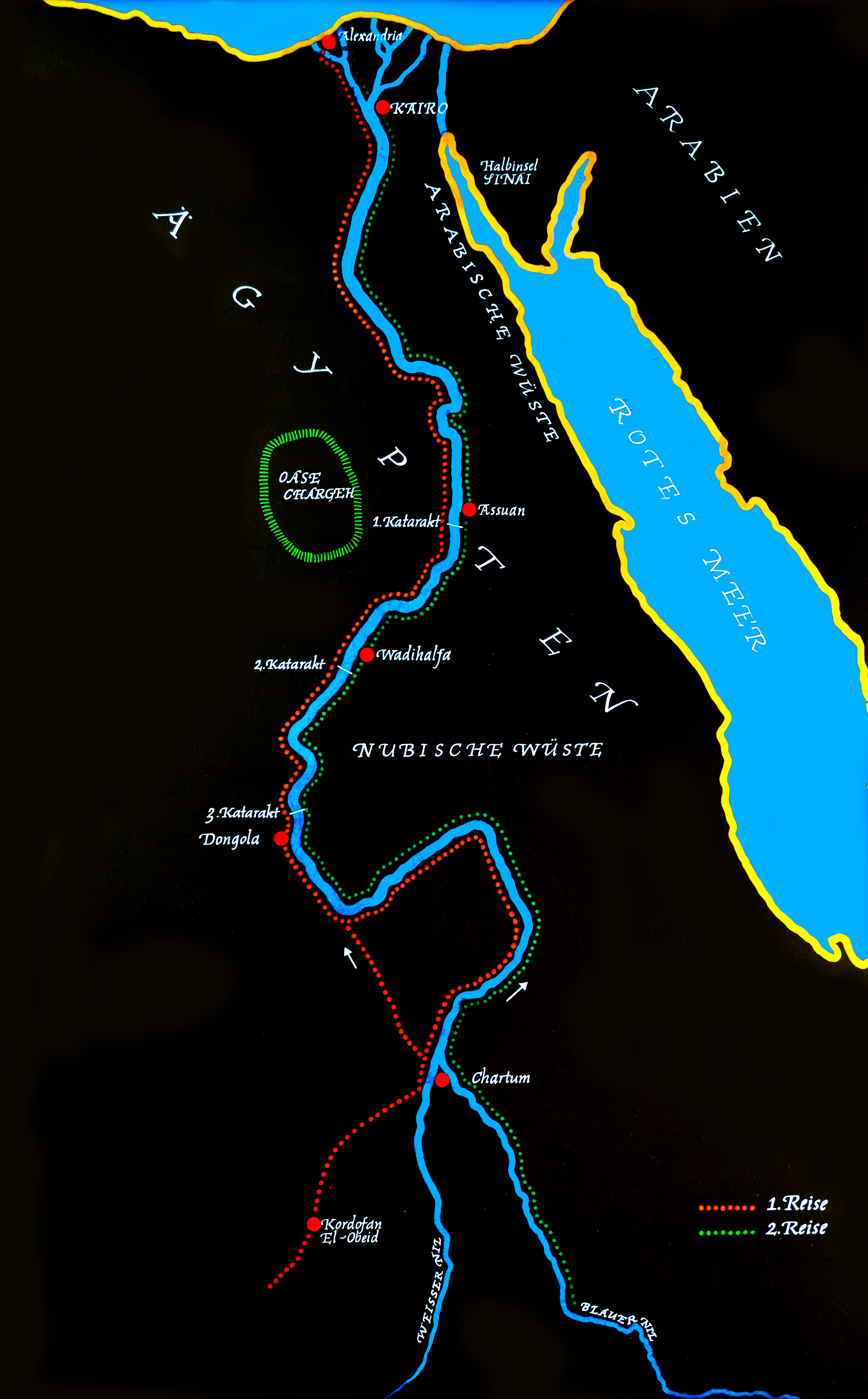
Brehms Reiseroute durch Ägypten (1847–1852)

### Studium (1853–1856)
Nach seiner Rückkehr strebte Brehm danach, seine Erfahrungen in der Tierkunde durch ein Studium zu untermauern. Er zog nach Jena, wo er Am Rähmen 19 wohnte und 1853 das Studium der Naturwissenschaften an der Universität begann. Seine beiden aus Afrika mitgebrachten Affen erkletterten gerne das Dach des Hauses. Wie sein Bruder Reinhold wurde er 1853 im Corps Saxonia Jena aktiv. Seine Forschungsreisen durch Nordafrika brachten ihm bei seinen Corpsbrüdern den respektvollen Spitznamen „Pharao“ ein. Nach vier Semestern schloss er sein Studium 1855 mit der Promotion ab.

### Spanienreise und Zeit in Leipzig (1856–1862)
Nach dem Studium begab sich Brehm mit seinem Bruder Reinhold Brehm 1856 und weiteren Reisebegleitern zunächst auf eine zweijährige Spanienreise. Sie führte bis ins südspanische Andalusien. Eine längere Zeit hielt sich die Gruppe auch in Granada auf. Nach 1 ½ Jahren kehrte sie mit einer großen Vogelsammlung zurück. Zur Deckung der Reisekosten hatten die Brehms Aktien verkauft, deren Inhaber das Recht hatten, sich an der Jagdbeute zu beteiligen.
Danach, ab 1858, ließ er sich als Hauslehrer und freier Schriftsteller in Leipzig nieder und verfasste zahlreiche populärwissenschaftliche Beiträge für die bekannte Zeitschrift Die Gartenlaube und andere Zeitschriften. Auch freundete er sich mit dem Verleger Ernst Keil und dem Naturforscher Emil Adolf Roßmäßler an, die beide wesentlich zu seinem Werdegang als Schriftsteller beitrugen.
1860 unternahm er eine Expedition nach Norwegen und Lappland. Ernst Keil stellte Brehm die finanziellen Mittel für diese Reise zur Verfügung. Als Gegenleistung veröffentlichte Brehm sein Reiseerlebnis in dessen Familienzeitschrift, der Gartenlaube. Brehm stieß bis zum Nordkap vor und konnte so die nordische Tierwelt studieren.
1861 wurde Brehm durch die Empfehlung seines Freundes Hans Zille zum Freimaurer und gehörte der Freimaurerloge Apollo in Leipzig an, die ihn 1873 in den Meistergrad erhob.

### Hochzeit und zweite Afrika-Reise (1862–1863)
Am 14. Mai 1861 heiratete Brehm seine Cousine Mathilde Reiz in der evangelischen Stadtkirche in Greiz. In den folgenden Jahren sollte sie ihm zu einer wichtigen Hilfe werden. Stets informierte Brehm sie postalisch über Ereignisse während der Vortrags- und Forschungsreisen. Sie bearbeitete zu Haus seine stenographischen Notizen und ordnete die Aufzeichnungen systematisch.
Zunächst aber folgte Brehm 1862 einer Einladung des Herzogs Ernst II. von Sachsen-Coburg und Gotha, ihn auf eine Reise nach Abessinien zu begleiten. Auch seine Frau durfte ihn begleiten. Es wurde aber mehr eine höfische Vergnügungs- anstatt einer Forschungsreise. Trotzdem konnte Brehm einige weitere Erkenntnisse über die Lebens- und Verhaltensweisen der afrikanischen Wildtiere, vor allem des Großwildes, sammeln.

### Brehm als Zoodirektor in Hamburg und Herausgabe des „Thierlebens“ (1863–1866)
1863 wurde in Hamburg der Zoologische Garten eröffnet. Brehm war bereits ein Jahr zuvor zum ersten Direktor berufen worden. Er machte den Zoo zu einer Bildungsstätte für die breite Öffentlichkeit. Während dieser Zeit erschienen auch die ersten Auflagen von Brehms Hauptwerk, dem Illustrirten Thierleben. Ende 1866 kam es zu Auseinandersetzungen mit dem Verwaltungsrat des Hamburger Zoos über die Öffentlichkeitsarbeit, die als nicht ausreichend kritisiert wurde, was in der Entlassung Brehms 1866 resultierte.
Auch im Privatleben waren diese Jahre für Brehm bewegt: 1863 wurde sein Sohn Horst in Hamburg geboren, 1864 folgten Tochter Thekla Elise und 1866 Leila Wanda Brehm. 1864 starb Alfred Brehms Vater Christian Ludwig Brehm in Renthendorf, woraufhin seine Mutter Bertha 1865 ein neues Haus neben dem Pfarrhaus errichten ließ und es mit den geistig behinderten Söhnen bezog.

### Brehm als Direktor des Berliner Aquariums und weitere Reisen (1866–1878)
1869 entstand nach Brehms Ideen in Berlin Unter den Linden das Berliner Aquarium, das er bis 1878 als Direktor leitete. Das Aquarium war so konzipiert, dass dem Besucher auf einem 300 m langen Weg ein Querschnitt der gesamten Tierwelt zu Wasser, an Land und in der Luft gezeigt wurde und das in einer möglichst natürlichen Umgebung für die Tiere. Unterdessen wurde 1876 in Düsseldorf der Zoo fertiggestellt, welcher durch Brehm und den städtischen Hofgärtner Heinrich Friedrich Hillebrecht konzipiert worden war.
Während dieser Tätigkeiten war Brehms Leben weiterhin von zahlreichen Reisen geprägt: 1871 unternahm er eine Reise nach Kroatien, 1874 ins Riesengebirge und 1875 reiste er für Vorträge und zur Jagd quer durch Deutschland und Österreich, 1876 nach Sibirien. Die Sibirienreise wurde von dem Bremer Verein für die deutsche Nordpolfahrt finanziert. Leiter des Unternehmens war Otto Finsch, damaliger Direktor des Naturkundemuseums in Bremen. Begleiter der Reise war Graf Karl von Waldburg-Zeil-Trauchburg. In Barnaul besuchte Brehm den Bergbauingenieur und Heimatforscher Stepan Guljajew, der ihm drei an Ob und Tschumysch gefundene Nashornschädel schenkte. Der Weg der Gruppe führte sie bis ins chinesische Grenzgebiet am Dsung Alatau, als eine Rentierseuche sie zur frühzeitigen Heimkehr zwang.
1870 wurde Brehms Tochter Frieda Brehm geboren, 1877 starb seine Mutter Bertha Brehm (geb. Reiz).

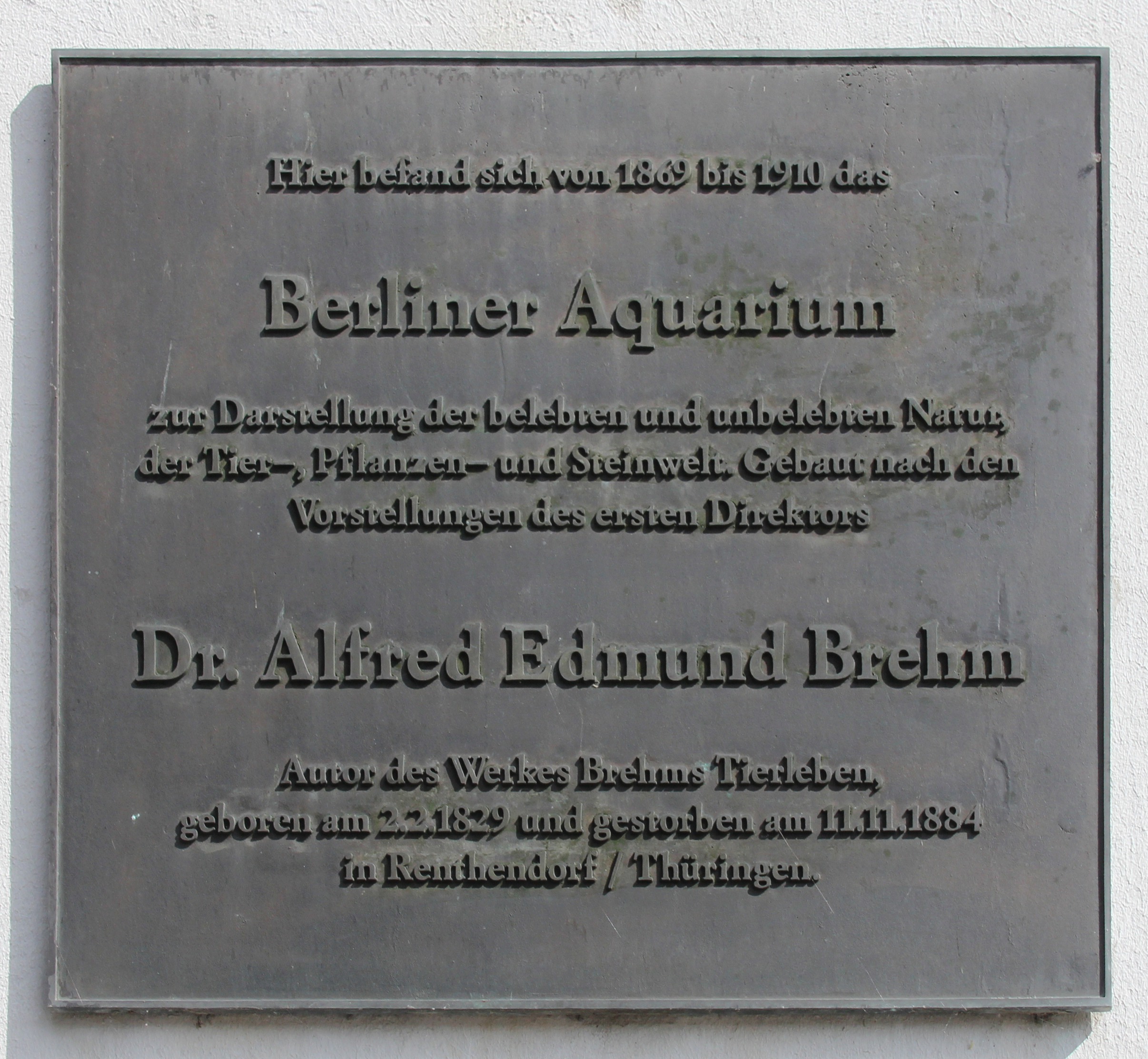
Gedenktafel am Haus, Unter den Linden 62, in Berlin-Mitte
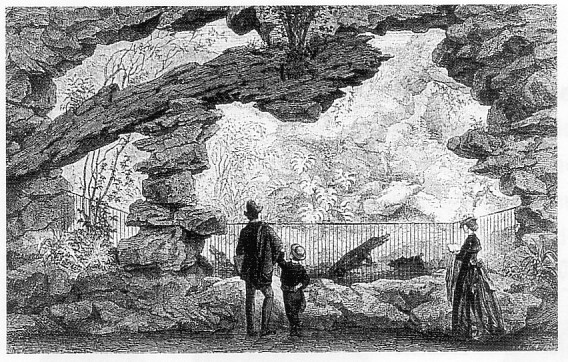
Krokodil-Grotte im Berliner Aquarium
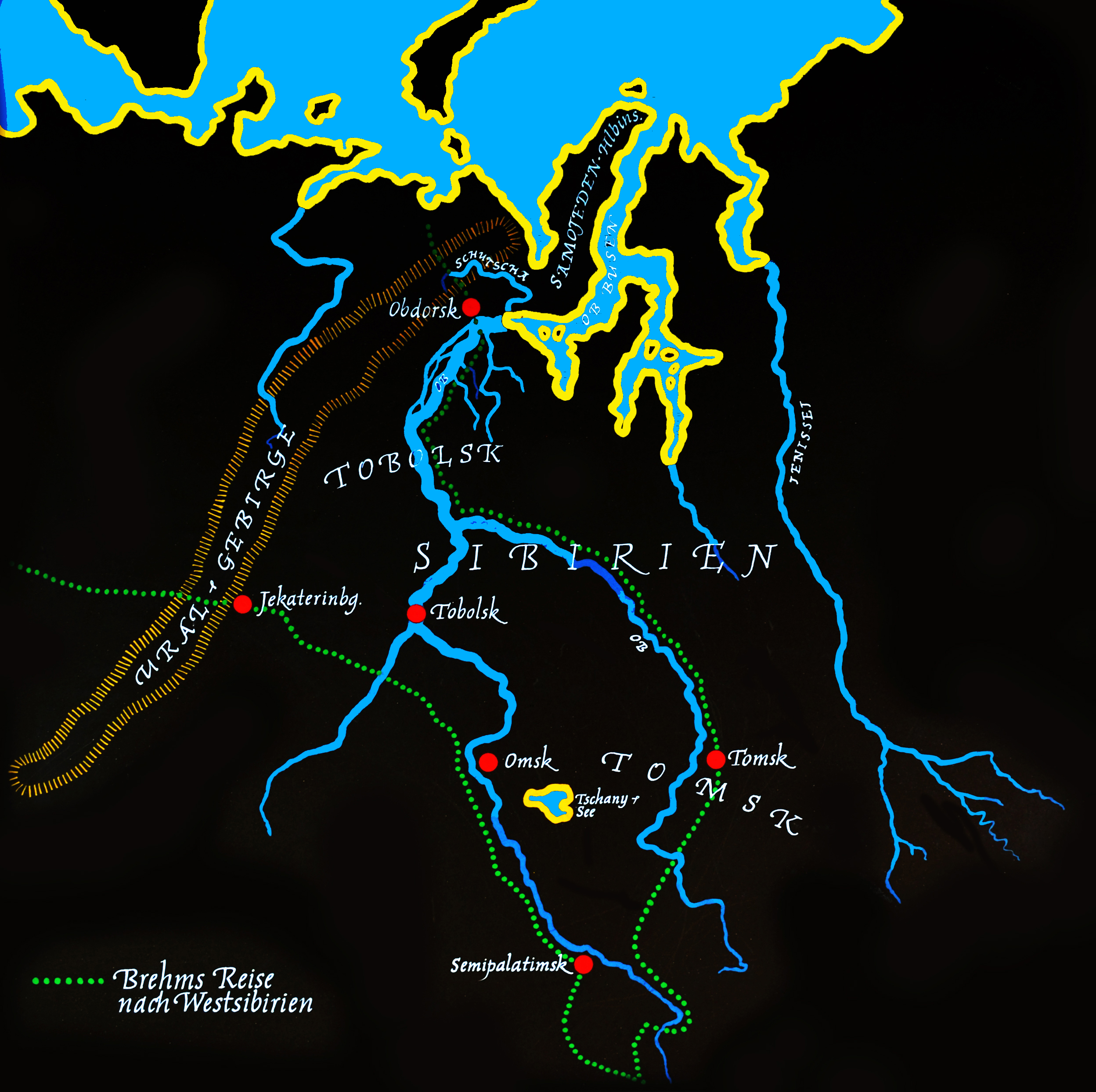
Reiseroute von Alfred Edmund Brehm durch Sibirien im Jahre 1876.

### Die letzten Jahre (1878–1884)

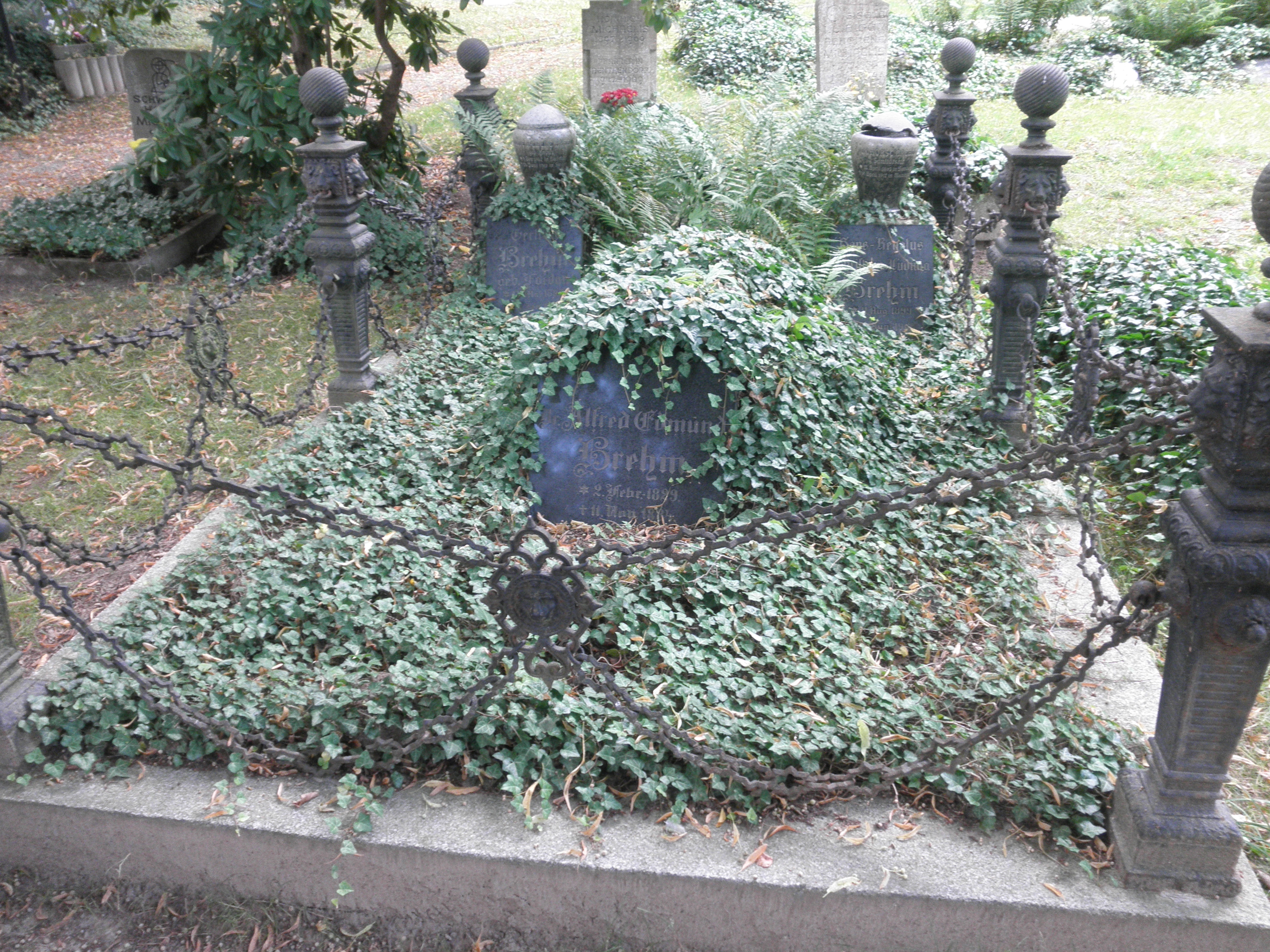
Grab von Alfred Brehm in Renthendorf

In den Jahren 1878 und 1879 unternahm Brehm zwei Reisen nach Ungarn und Spanien auf Einladung von Kronprinz Rudolf von Österreich, der leidenschaftlicher Ornithologe war und Brehm bis zu dessen Tod freundschaftlich verbunden blieb.
Die zwei Wochen Spanienaufenthalt im Frühjahr 1878 dienten hauptsächlich der Adlerjagd, während im Frühsommer 1879 an der mittleren Donau vor allem Wasservögel beobachtet und geschossen wurden. Unterdessen wurde in Berlin 1878 Brehms Sohn Alfred Rudolf Johannes geboren. Im selben Jahr verstarb seine Frau Mathilde im Alter von 38 Jahren.
Im Winter 1883/1884 unternahm Brehm eine Vortragsreise in die USA. Kurz vor seiner Abfahrt erkrankten seine vier bei ihm wohnenden Kinder an Diphtherie. Brehm, der Witwer war, entschloss sich trotzdem zur Reise, da er das Geld für die sonst fällige Vertragsstrafe nicht aufbringen konnte. Er informierte während seiner Vorträge das Publikum nicht nur über die Tierwelt der von ihm bereisten Länder, sondern berichtete auch von den verschiedenen Völkern, die er dort kennenlernen durfte (Horst Brehm gab später einige seiner Vorträge in dem Band Vom Nordpol zum Äquator heraus).
Ende Januar erreichte ihn die Nachricht vom Tod seines jüngsten Sohnes. Zum seelischen Schmerz kam die Malaria, an der Alfred Brehm schon in jungen Jahren in Afrika gelitten hatte. Am 11. Mai 1884 kehrte er nach Berlin zurück. Um Ruhe zu finden, zog Brehm im Juli 1884 wieder in seine Heimat nach Renthendorf, wo er am 11. November verstarb.

## Werke
- Reiseskizzen aus Nordost-Afrika (1853)
- Reiseskizzen aus Nordamerika (1855)
- Das Leben der Vögel. Dargestellt für Haus und Familie (1861, 2. Auflage 1867)
- Ergebnisse einer Reise nach Habesch (1863)
- Illustrirtes Thierleben (1863–1869) (Werke (als Digitalisat und Volltext) von Alfred Brehm im Deutschen Textarchiv.), in späteren Ausgaben als Brehms Tierleben bekannt
- Die Thiere des Waldes, zweibändig (zusammen mit Emil Adolf Roßmäßler, 1863–1867)
- Meine Stellung zum Zoologischen Garten Hamburg und meine Entlassung. Hamburg 1866
- Gefangene Vögel. Ein Hand- und Lehrbuch für Liebhaber und Pfleger einheimischer und fremdländischer Käfigvögel (1872, mit vielen Wissenschaftlern)
- Reise zu den Kirgisen. Aus dem Sibirientagebuch 1876. Verlag Philipp Reclam jun. Leipzig 1982
- Polarstern und Tropensonne. Nachdruck des Originals. Salzwasser-Verlag, Paderborn 2011, ISBN 978-3-86444-456-2.
- Auf Forscherfahrt in Nord und Süd. Nachdruck des Originals von 1927. Salzwasser-Verlag, Paderborn 2011, ISBN 978-3-86444-191-2.

## Brehms Tierleben und allgemeine Rezeption
Die Aufsätze und Reiseberichte Brehms mit den reich ausgeschmückten Beschreibungen der Tierwelt fanden großen Anklang in weiten Kreisen des Bildungsbürgertums, so dass der Verleger Herrmann Julius Meyer bei Brehm schon 1860 ein großes, vielbändiges Werk über das Tierreich für das Bibliographische Institut in Hildburghausen bestellt hatte. Die ersten sechs Bände des Illustrirten Thierlebens erschienen zwischen 1863 und 1869 und machten ihn weltweit bekannt. Obwohl Brehms Verhaltensbeschreibungen von Tieren aus heutiger Sicht auch Fehlinterpretationen enthalten, ist Brehms Tierleben noch heute vielen ein Begriff. Aus wissenschaftlicher Sicht gab es jedoch bereits in den 1860er-Jahren heftige Angriffe auf Brehm und seine Publikationen, vor allem von dem Eberswalder Zoologen und Forstwissenschaftler Bernard Altum für Brehms oft vermenschlichende Tierbeschreibungen.

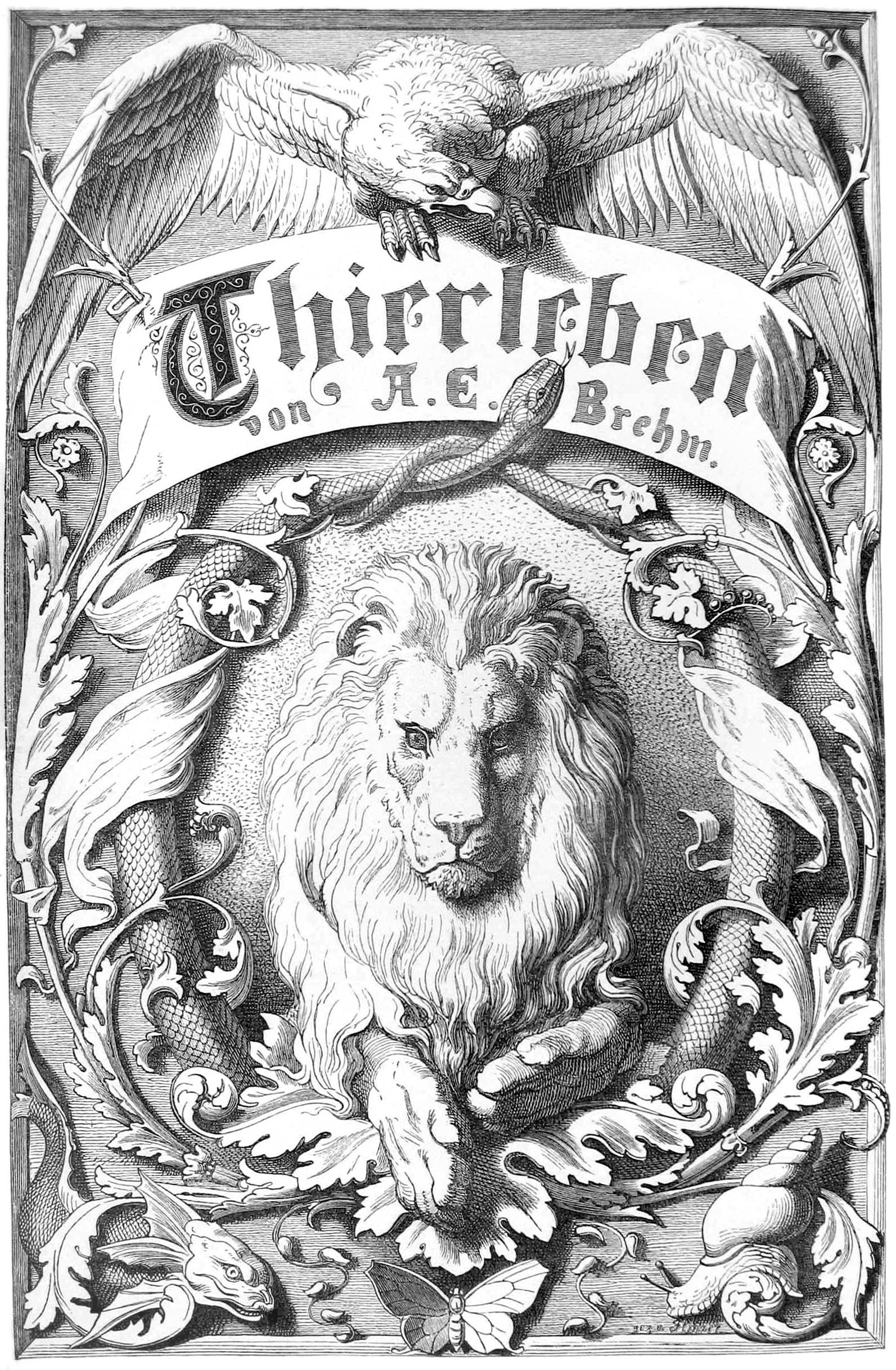
Illustration von Fedor Flinzer aus Brehms Thierleben (1886)
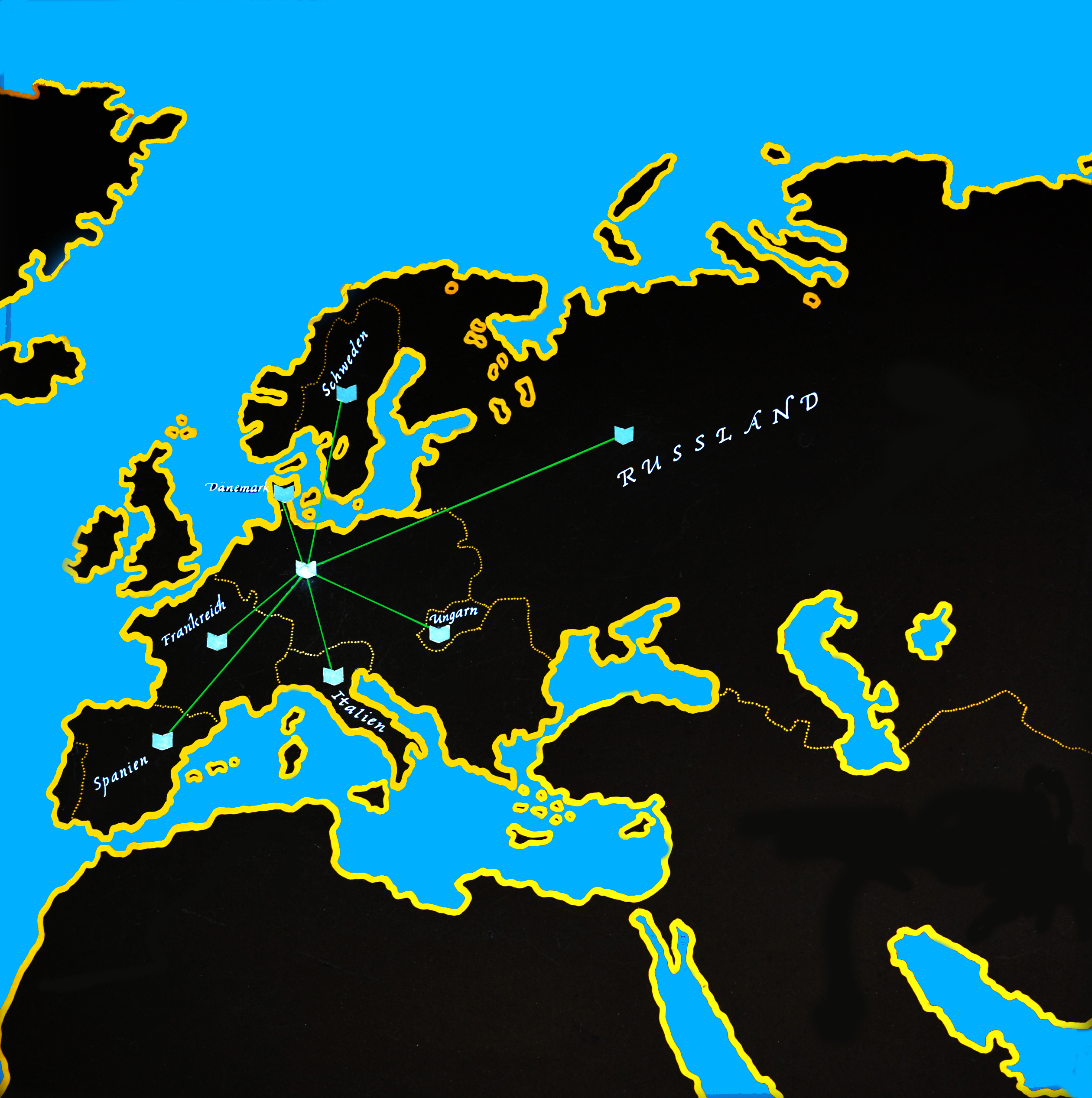
Übersetzungen von Brehms Werken zu seinen Lebzeiten.

## Beiträge zur Wissenschaft
Neben seiner schriftstellerischen Karriere, welche sich eher im populärwissenschaftlichen Bereich abspielte, leistete Alfred Brehm auch wissenschaftliche Beiträge. „Der Winter in Ägypten in ornithologischer Hinsicht“ war seine erste Veröffentlichung und erschien 1849 in der Naumannia. Brehm fasste dort seine ornithologischen Beobachtungen aus dem Nildelta zusammen. Wie auch sein Vater Christian Ludwig Brehm war er Erstbeschreiber verschiedener Vogelarten und -unterarten, wie z. B. Pica pica melanotos (A.E. Brehm, 1857, eine Unterart der Elster), Motacilla flava pygmaea (A.E. Brehm, 1854, eine Unterart der Schafstelze), Garrulus glandarius fasciatus (A.E. Brehm, 1857, eine Unterart des Eichelhähers) und der Theklalerche, Galerida theklae (A.E. Brehm, 1857), welche Brehm zu Ehren seiner früh verstorbenen Schwester so benannte.
Brehm war Mitglied in verschiedenen wissenschaftlichen Vereinigungen: der „Naturforschenden Gesellschaft des Osterlandes“, der Deutschen Gesellschaft für Anthropologie, Ethnologie und Urgeschichte, der Leopoldina, der Deutschen Ornithologischen Gesellschaft, der Gesellschaft Naturforschender Freunde zu Berlin, der „Kaiserlich-Königliche Zoologisch-Botanische Gesellschaft zu Wien“ und der „Königlich-Ungarische Naturwissenschaftliche Gesellschaft zu Budapest“.

## Ehrungen und Benennungen
- Im Pfarrhaus in Renthendorf, dem Ort an dem Brehm seine Jugend verbrachte, sowie im Hause, das nach dem Tod des Vaters von Bertha Brehm gebaut worden war, befindet sich heute die Brehm-Gedenkstätte, ein Memorialmuseum, welches Alfred E. Brehm und seinem Vater Christian Ludwig Brehm gewidmet ist.
- Ein Denkmal für Brehm, geschaffen vom Tiroler Bildhauer Norbert Pfretzschner, wurde in Altenburg aufgestellt.
- In zahlreichen deutschen Orten gibt es Alfred-Brehm-Straßen, so in Alsdorf, Bad Vilbel, Bremen, Chemnitz, Dahlen, Delmenhorst, Erfurt, Ingolstadt, Pulheim, Reutlingen, Triptis und Windischholzhausen. Einen Alfred-Brehm-Weg gibt es in Halle an der Saale, einen Alfred-Brehm-Platz in Frankfurt am Main. Dazu gibt es Brehmstraßen, in Hamburg und Klagenfurt[5], einen Brehmweg sowie mehrere Brehmplätze.
- In der DDR erschien 1984 zu Alfred Brehm eine Gedenkmünze in Silber (Nennwert zehn Mark).[6]
- In Jena gab es eine Alfred-Brehm-Schule, in Berlin eine Alfred-Brehm-Grundschule und in Düsseldorf eine evangelische Brehm-Schule[7].
- Zum Tierpark Berlin gehört seit 1963 ein Alfred-Brehm-Haus mit einem Areal von 5300 Quadratmetern.[8]
- Nahe bei Schmannewitz gibt es in Erinnerung an Alfred Brehm einen Rastplatz mit dem Namen Brehms Ruhe.[9]
- Ein Kap im Nordosten der Insel Edgeøya im norwegischen Spitzbergenarchipel trägt Alfred Brehm zu Ehren den Namen Kapp Brehm.[10]
- Ehrenmitglied des Naturwissenschaftlichen Vereins für Kärnten[11]

Briefmarke 1984
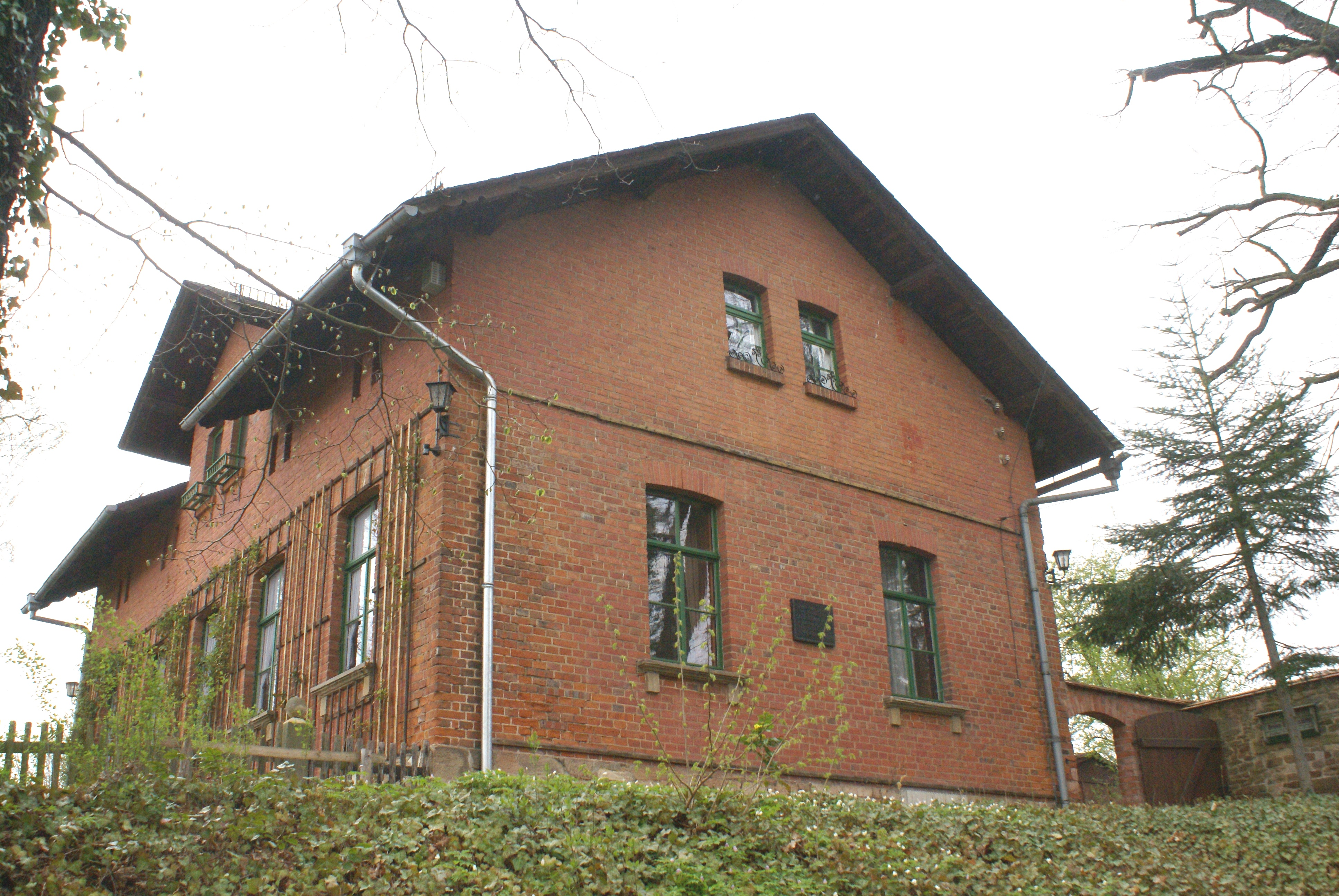
Von Bertha Brehm errichtetes Wohnhaus in Renthendorf und heute Teil der Brehm-Gedenkstätte
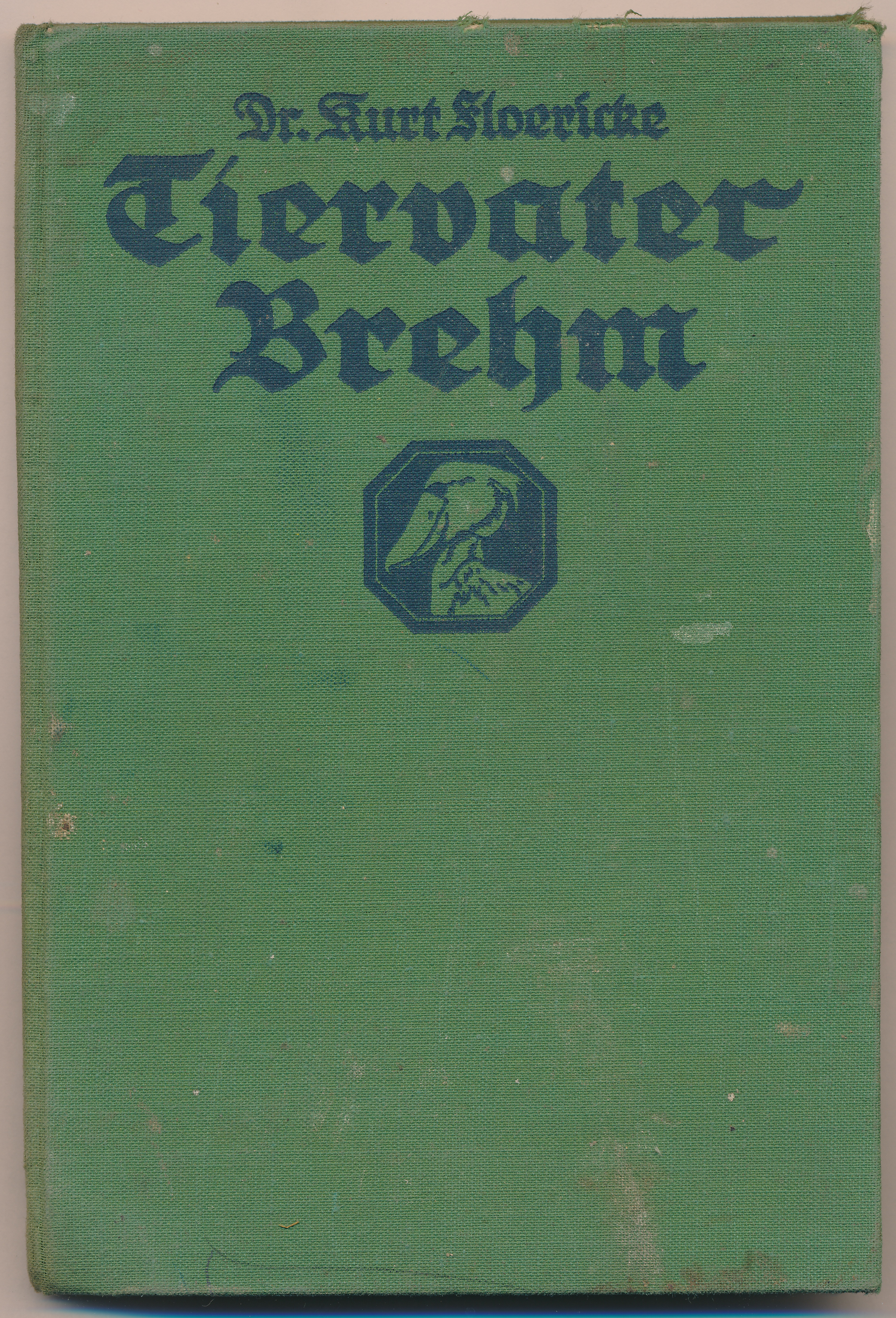
Zum 100. Geburtstag

## Filmdokumentationen
- Alfred Brehm – Der Tiervater aus Thüringen. TV-Dokumentation von Lew Hohmann in der Reihe Geschichte Mitteldeutschlands. Deutschland 2007 (MDR Fernsehen), 45 Minuten
- Alfred Brehm – Die Gefühle der Tiere (1: Das afrikanische Abenteuer + 2: Die Wildnis im Wohnzimmer). 2-teiliges Doku-Drama von Regisseur Kai Christiansen mit Darsteller Vladimir Burlakov, 2013, gesamt 105 Min. Erzähler: Roger Willemsen – Produziert von Doclights GmbH Hamburg für NDR und arte